# Mohamed Fakhri
Mohamed Fakhri (tiếng Ả Rập: محمد فخري) (sinh ngày 4 tháng 3 năm 1999 Ai Cập) là một cầu thủ bóng đá người Ai Cập. Anh thi đấu ở vị trí tiền vệ tấn công cho câu lạc bộ tại Giải bóng đá ngoại hạng Ai Cập Al-Ahly.